# Trzęsienie ziemi w Awaran (2013)
Trzęsienie ziemi w Awaran (2013) – trzęsienie ziemi o magnitudzie 7,7, które nastąpiło 24 września[2013 roku o 16:29 czasu lokalnego, w pakistańskim dystrykcie Awaran. W jego wyniku śmierć poniosło 825 osób, a rannych zostało 700 osób.
Epicentrum trzęsienia znajdowało się około 100 km od miasta Khuzdar. Wstrząsy były odczuwane także w Karaczi, największym mieście Pakistanu.
Trzęsienie ziemi najbardziej dotknęło miejscowości Awaran oraz Bela. W miejscowościach tych, większość domów zbudowana jest z gliny i w wyniku wstrząsów wiele domów zawaliło się. Większość ofiar śmiertelnych pochodziła właśnie z Awaran oraz Beli. W samym dystrykcie Awaran, według niektórych doniesień zniszczeniu uległo nawet 90 procent domów.
W wyniku trzęsienia z Zatoki Paddi Zirr na Morzu Arabskim wynurzyła się nowa wyspa. Została nazwana Wyspą trzęsienia ziemi (Zalzala Jazeera). Wyspa położona jest kilometr od brzegu, ma rozmiary 75 na 90 metrów i wystaje ponad wodę na 15-20 metrów.